# Миљијано (Лука)
Миљијано је насеље у Италији у округу Лука, региону Тоскана.
Према процени из 2011. у насељу је живело 67 становника. Насеље се налази на надморској висини од 357 м.